# Guillermo Jeanneau
Guillermo Jeanneau (Lima, Perú, 29 de julio de 1918 – Ibidem, 5 de marzo de 2015) fue un futbolista peruano de origen francés que desarrolló la mayor parte de su carrera en el Club Alianza Lima. Su apellido suele ser confundido como Geanneau o Jeaneau en algunas publicaciones.

## Biografía
Sus primeros registros en el fútbol profesional son en Centro Iqueño en 1939.
Su paso más destacado fue por el Alianza Lima, club donde llegó en su vuelta a la máxima división. Fue subcampeón de la Primera División de Perú 1943 con el equipo blanquiazul. Jugó 13 de los 14 partidos con los Victorianos.
Ya retirado del futbol evidenció su visión progresista del fútbol peruano. "Los clubes deben educar a los jugadores, que son quienes les proporcionan las ganancias. Para que un futbolista se dé cuenta de su responsabilidad es necesario que primero la entienda y comprenda" (Revista ¡Arriba! Alianza, 1969)

## Clubes

### Como jugador
| Club          | País | Año         |
| ------------- | ---- | ----------- |
| Centro Iqueño | Perú | 1938 - 1939 |
| Alianza Lima  | Perú | 1940 - 1947 |